# 綾川志剛
綾川 志剛 （あやかわ しごう、1933年2月22日 - ）は、日本の俳優。本名は松原 保夫。旧芸名は綾川 香。
香川県出身。香川県立主基高等学校卒。新協劇団、さち子プロ、ぷろだくしょん森に所属していた。
血液型はO型。

## 来歴・人物
劇団俳優座第3期生。同期は塚本信夫、中台祥浩、穂積隆信、本郷淳、楠侑子など。

## 出演

### テレビドラマ
- 怪談宋公館（1957年、NHK）
- 事件記者（1958年 - 1966年、NHK） - 浅野記者
- 風流活人剣（1962年、TBS）
- 特別機動捜査隊（NET / 東映）
  - 第70話「背信」（1963年）
  - 第96話「不信の季節」（1963年）
  - 第118話「ながれ」（1964年）
  - 第222話「明日なき女」（1966年）
  - 第229話「枯れた春」（1966年）
  - 第335話「死の手錠」 -  第516回「涙の季節風」（1968年 - 1971年） - 香取刑事
  - 第550話「ある異常人間」（1972年） - 関屋
  - 第638話「ある夫婦のメロディー」（1974年)　- 仲代
  - 第667話「失われた週末」 (1974年)　- 高村明
- ある勇気の記録（1966年 - 1967年、RCC / NET / 東映テレビプロ） - 塩原刑事
- アタック拳（1966年、NET / 東映） - 指令テープの声
- テレビ・ルーテル・アワー / 山の宿（1966年、NET / 日本ルーテル・アワー） - 高田
- 光速エスパー（1967年 - 1968年、NTV / 宣弘社） - 朝川光太郎
- 三匹の侍 第6シリーズ 第2話「噛ませ犬」（1968年、CX） - 川辺
- 銭形平次 （CX / 東映）
  - 第216話「龍巻組始末」(1970年） - 文吉
  - 第240話「角兵衛獅子の唄」（1970年） - 雄次
  - 第296話「初手柄娘岡ッ引」（1972年） - 桑名屋
  - 第471話「一人だけの約束」（1975年） - 忠治
  - 第240話「大先輩八十歳」（1981年） - 宗之助
  - 第839話「片隅の殺意」（1983年） - 上州屋
- 鬼平犯科帳'71 第21話「あいびき」 - 文吉
- おれは男だ! 第34話「星の広場に集まれ!」（1971年、NTV）
- プレイガール （1972年、12ch / 東映）
  - 第182話「たまき撃たる!!」 - 星野
  - 第192話「裸の女に手を出すな」 - 吉田警部
  - 第201話「ホテル密室裸女殺人事件」（1973年） - 田代健作
- 怪談 第7回「地獄へつづく甲州路」（1972年、MBS） - 代貸
- ロボット刑事 第4話「壁に消えた殺人者」(1973年、CX / 東映） - 巡査
- 非情のライセンス（NET / 東映）
  - 第1シリーズ 第7話「兇悪の土地」（1973年） - 石川刑事
  - 第2シリーズ
    - 第25話「兇悪の霧」（1975年） - 宮原昌治
    - 第93話「兇悪のM16自動小銃」（1976年） - 浅井
- 太陽にほえろ!（NTV / 東宝）
  - 第38話「オシンコ刑事誕生」（1973年） - 中尾文治
  - 第86話「勇気ある賭け」（1974年） - 港署捜査課長
  - 第109話「俺の血をとれ!」（1974年） - 東和航空出版社員
- 伝七捕物帳 （NTV）
  - 第1話「母恋い太鼓」 （1973年）
  - 第74話「嘘と真実は紙ひとえ」 （1975年）- 才次
  - 第121話「男なさけに花が散る」 （1976年）- 吉松
- 仮面ライダーシリーズ（MBS / 東映）
  - 仮面ライダーV3 第41話「あッ! 人間が溶ける! ヨロイ元帥登場」（1973年） - 山下喜作
  - 仮面ライダーX 第12話「超能力少女をさらえ!」（1974年） - 河村博士
  - 仮面ライダーアマゾン 第18話「ゼロの恐怖! 大地震作戦!!」（1975年） - 高田
- アイフル大作戦 第38話「バラン・ドロン殺人事件」（1973年、TBS / 東映）
- 白い滑走路 第1話（1974年、TBS） - 渡辺
- いただき勘兵衛 旅を行く 第23話「どちらを向いても敵だとさ」（1974年、NET / 東映） - 高遠淡路守
- ご存知遠山の金さん 第42話 「遠山奉行が殺された!」(1974年、NET / 東映)
- バーディ大作戦 （1974年、TBS / 東映）
  - 第13話「俺たちダーディハリー3」
  - 第33話「ジングルベルは殺しのテーマ」 - 藤川
- お耳役秘帳 第16話「おせん女地獄」（1976年、KTV / 歌舞伎座テレビ） - 酒井要蔵
- 隠し目付参上 第23話「狙われた春楽! 三太裏切ったか」（1976年、MBS / 三船プロ） - 榊原
- 大江戸捜査網（12ch→TX / 三船プロ）
  - 第249話「謎の土蔵破り」（1976年） - 勝俣弦之進
  - 第365話「人質救出に賭けた夫婦の絆」（1978年） - 和泉屋
  - 第381話「命を賭けた哀しき女賊」（1979年） - 遠州屋
  - 第390話「腰抜け侍怒りの封印刀」（1979年） - 片倉
  - 第432話「めおと十手一番手柄」（1980年） - 村岡十兵衛
  - 第505話「刺青湯女殺人事件」（1981年） - 仙台屋
- 破れ奉行 第32話「さすらいの異人花」（1977年、ANB / 中村プロ） - 黒崎源之介
- 達磨大助事件帳 第24話「愛憎の架け橋」（1978年、ANB / 前進座 / 国際放映） - 諸岡九十郎
- 吉宗評判記 暴れん坊将軍（ANB / 東映）
  - 第21話「纏は見ていた」（1978年） - 勘次
  - 第130話「幼なじみは大奥の女」（1980年） - 笠松仙八
  - 第157話「呪われた千両箱」（1981年） -  仙波又四郎
  - 第179話「狸侍一番手柄!」（1981年） - 深江源之丞
- 大都会 PARTIII（NTV / 石原プロ）
  - 第3話「捜査中止命令」（1978年）
  - 第21話「東京私設警察」（1979年） - 藤沢
- 破れ新九郎 第11話「大台風!御用金強奪」（1978年、ANB / 中村プロ） - 牧玄蕃
- Gメンシリーズ（TBS）
  - Gメン'75 第194話「銀嶺を行く網走脱獄囚」（1979年） - 森川周造（弁護士）
  - Gメン'82 第13話「赤いサソリVS香港少林寺」（1983年） - 楊警部
- ザ・スーパーガール 第4話「フィーバーの夜、モデルは全裸で死ぬ」（1979年、12ch / 東映)　- 沼田
- 桃太郎侍（NTV / 東映）
  - 第142話「瓦版修行は命がけ」（1979年） - 小田切伊豆守
  - 第177話「花形太夫の座を奪え!」（1980年） - 鳴海屋
- 特捜最前線 第116話「真夜中のデッドアングル!」（1979年、ANB / 東映）
- 同心部屋御用帳 江戸の旋風IV 第21話「女房の秘密」（1979年、CX / 東宝） - 小六
- 水戸黄門 第10部 第1話「おあずけ喰った結婚式 -水戸・江戸-」（1979年、TBS / C.A.L） - 伝奏屋敷侍 ※綾川香名義
- 土曜ワイド劇場 / 自画像の怪・夫の亡霊に脅える女（1979年、ANB / 東宝映像）
- そば屋梅吉捕物帳 第21話「怨み節を弾く女」（1980年、12ch / 国際放映） - 吉村右近
- 必殺シリーズ（ABC / 松竹）
  - 必殺からくり人・富嶽百景殺し旅 第13話「尾州不二見原」（1978年） - 大野典膳
  - 翔べ! 必殺うらごろし 第3話「突如肌に母の顔が浮かび出た」（1978年） - 啓之助
  - 必殺仕事人（1980年）
    - 第46話「怨技 非業竹光刺し」 - 但馬勘解由
    - 第67話「詣り技暗闇丑の刻重ね斬り」 - 林弥一郎

  - 必殺仕舞人 第7話 「丹後の宮津の嘆き唄 -京都・宮津-」（1981年） - 本庄弥平次
- 日本名作怪談劇場 第5話「怪談 佐賀の怪猫」（1979年、12ch） - 岩尾重四郎
- ウルトラマン80 第20話「襲来!! 吸血ボール軍団」（1980年、TBS / 円谷プロ） - 桃沢博士
- 斬り捨て御免!（12ch / 歌舞伎座テレビ）
  - 第1シリーズ 第6話「捨て身の勝負 江戸の花」（1980年） - 弥平次
  - 第2シリーズ 第8話「花吹雪獄門剣」（1981年） - 松浦喜内
- 西部警察 第39話「消えた大門軍団」（1980年） - 鬼頭警部
- 旅がらす事件帖 第18話「海に血を呼ぶ母子星」（1981年、KTV / 国際放映） - 湊屋五郎蔵
- 新ハングマン 第16話「疑惑の教授選につけ入るニセ処刑人」（1983年、ABC） - 春川検事（東京地検）

### 映画
- 事件記者（1959年、日活） - 浅野記者
- 事件記者 真昼の恐怖（1959年、日活） - 浅野記者
- 南の風と波（1961年、東宝） - 勝正
- 新・事件記者 殺意の丘（1966年、東京映画） - 浅野記者
- ゼロ・ファイター 大空戦（1967年、東宝） - 竜田参謀